# صفحه آبی مرگ

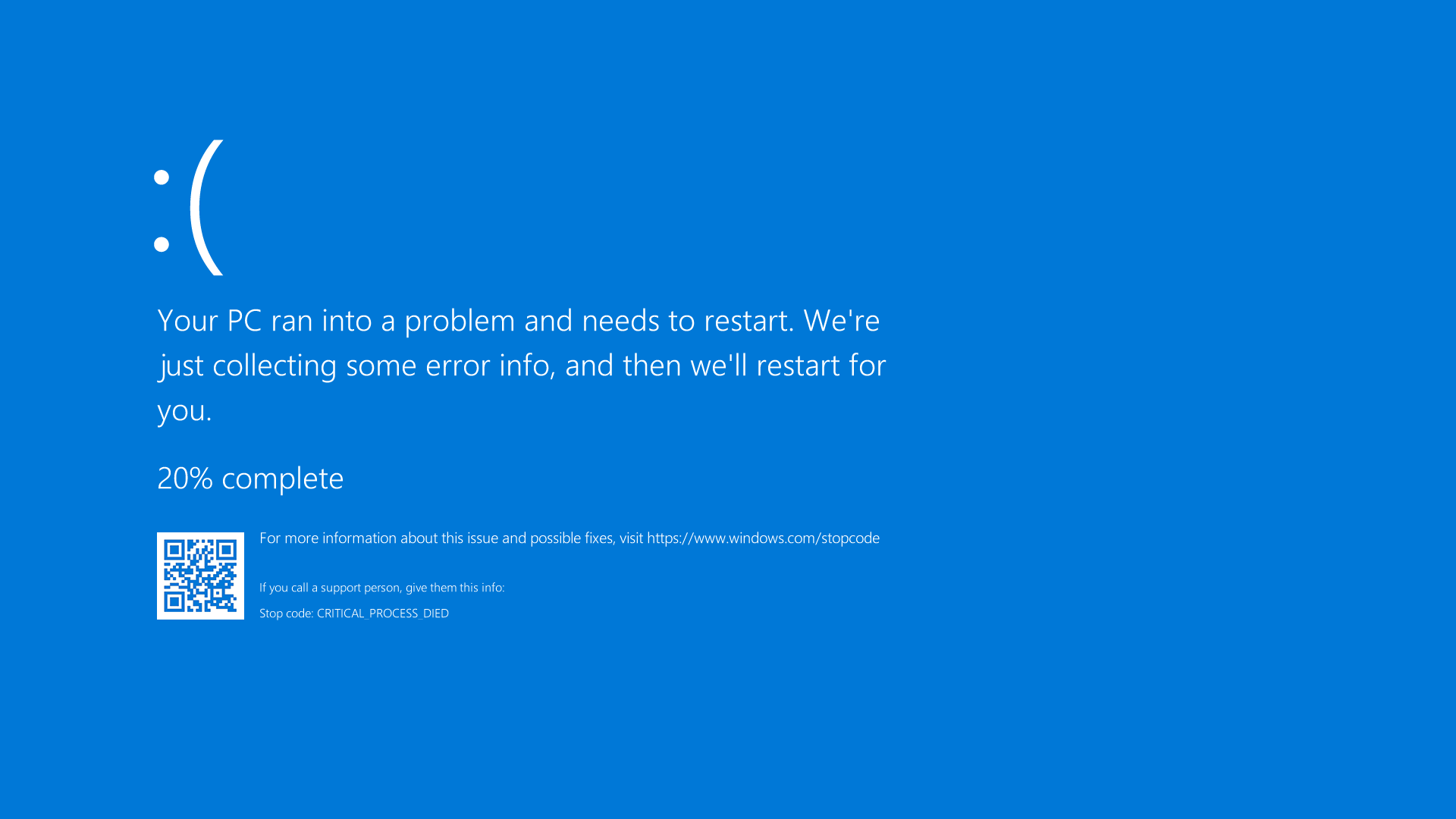
صفحه آبی مرگ در ویندوز ۱۰ (نسخه‌های ۱۶۰۷ تا ۱۹۰۹) شامل شکلک ناراحت و بارکد برای عیب زدایی سریع

یک صفحه آبی مرگ در ویندوز ۸، ویندوز ۸٫۱ و ویندوز ۱۰ (نسخه‌های ۱۵۰۷ تا ۱۵۱۱) شامل یک شکلک ناراحت

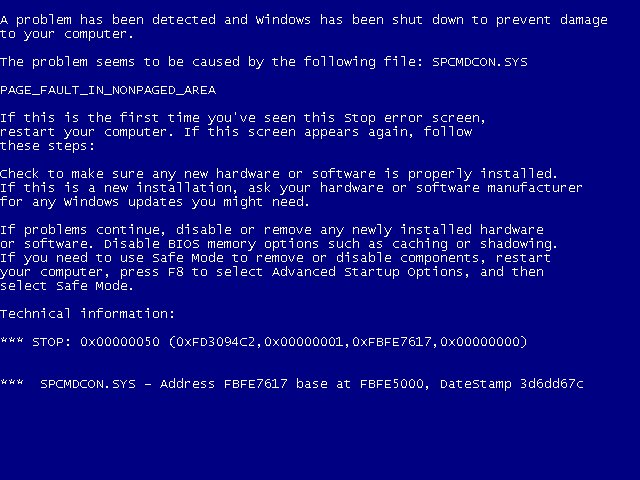
یک صفحه آبی مرگ در ویندوز اکس‌پی، ویستا و ۷

صفحهٔ آبی مرگ  (به انگلیسی: Blue Screen of Death) به عنوان یک «خطای ایست» یا یک «بررسی اِشکال» شناخته می‌شود. این صفحهٔ خطا، به وسیلهٔ سیستم عامل‌های خانوادهٔ مایکروسافت ویندوز در برخورد با خطاهای بحرانی نمایش داده می‌شود. اصطلاح «صفحهٔ آبی مرگ» به علت رنگ کاملاً آبی صفحهٔ این پیغام خطا ایجاد شده‌است.
خطای ایست معمولاً به سخت‌افزار یا راه‌اندازِ سخت‌افزار مربوط می‌شود و دلیل آن عدم پاسخگویی و فعالیت رایانه با هدف جلوگیری از آسیب‌دیدگی سخت‌افزارها به‌طور خودکار است.